# Шани, Эхуд
Эхуд (У́ди) Шани́ (Шинве́ттер) (ивр. אהוד (אודי) שני (שינוטר)‎; род. 9 мая 1957, Хайфа, Израиль) — генерал-майор запаса Армии обороны Израиля. Генеральный директор Министерства обороны Израиля с января 2010 по август 2013 года.

## Биография
Уди Шани родился 9 мая 1957 года в Хайфе, Израиль. Окончил учёбу в военной школе-интернате при хайфской школе «Реали».

### Военная карьера
В 1975 году Шани был призван на службу в Армии обороны Израиля, начал службу в батальоне «Шелах» бронетанковой бригады «Иквот ха-Барзель».
По окончании офицерских курсов был командиром бронетанкового взвода, заведующим оперативной частью и заместителем танковой роты в бронетанковой бригаде «Кфир», затем командиром танковой роты и заместителем командира батальона в бронетанковых бригадах «Ишай» и «Бней Ор». В ходе Первой Ливанской войны в должности заместителя командира батальона «Ромах» бригады «Ишай» исполнял обязанности раненого командира батальона Амоса Малки, пройдя вместе со своим батальоном бои в Дамуре, Эйн-Анубе и Кабар-Шамуне и бросок на Бейрут.
С 1984 по 1986 год был командиром батальона в бригаде «Ишай» и заместителем командира данной бригады. В 1987 году был назначен командиром курса офицеров бронетанковых войск в бригаде «Бней Ор», а в конце 1988 года возглавил территориальную бригаду Голанских высот, исполняя также должность командира танкового отделения в Центре учений сухопутных войск (ивр. באלי"ש‎).
С 1990 года был представителем израильских сухопутных войск в Командовании боевой подготовки и доктрины Армии США (TRADOC).
В январе 1993 года Шани был назначен командиром бронетанковой бригады «Иквот ха-Барзель», а в 1995 году — командиром оперативного отдела Центрального военного округа.
В 1997 году возглавил бронетанковую дивизию «Идан», одновременно командуя также Центром учения штабов (ивр. מרא"ם‎) Командования сухопутных войск.
В мае 2000 года был назначен Главным офицером бронетанковых войск (ивр. קשנ"ר‎), исполнял эту должность до июля 2001 года. Затем, с 9 августа 2001 года до ноября 2003 года, командовал бронетанковой дивизией «Ха-Плада».
В декабре 2003 года Шани было присвоено звание генерал-майора, и он был назначен главой Управления информационных технологий и коммуникаций Генерального штаба Армии обороны Израиля, сменив на посту генерал-майора Ицхака (Хаки) Хареля, а также командиром Северного корпуса Армии обороны Израиля.
В 2004 году также возглавил комиссию, назначенную с целью переоценки армейской практики разрушения домов террористов в качестве средства устрашения. Комиссия порекомендовала прекратить данную практику.
По окончании Второй ливанской войны Шани возглавил также одну из внутренних армейских комиссий, целью которой было проведение проверки функционирования командования армии во время войны. В отчёте комиссии была высказана резкая критика в отношении действий Начальника Генштаба Дана Халуца, связи Генштаба и Северного военного округа Израиля и оперативных планов войны.
В январе 2007 года Шани вышел в запас. В феврале 2008 года, будучи в запасе и уже начав гражданскую работу в компании Keter, занимающейся производством пластиковых изделий, вновь возглавил Северный корпус вплоть до назначения генерал-майора Гершона Ха-Коэна на эту должность 10 января 2010 года.

### После выхода в запас
В октябре 2008 года Шани был назначен главой Управления внешней оборонной помощи и оборонного экспорта (ивр. סיב"ט‎) Министерства обороны Израиля. В этой должности, помимо прочего, занимался урегулированием вопросов в сфере военно-технического сотрудничества Израиля с Казахстаном, Турцией, Индией, Колумбией и другими странами.
14 января 2010 года был назначен генеральным директором Министерства обороны, сменив на посту бригадного генерала запаса Пинхаса Бухриса. В данной должности Шани, помимо прочего, сопровождал проекты оборонных разработок, как то тактическая система противоракетной обороны «Железный купол» и бронетранспортёр «Намер APC», продолжал развивать связи Министерства обороны в сфере внешнего военно-технического сотрудничества, курировал процесс закупки новых вооружений, включая новые модели боевых и учебных самолётов и три новые подводные лодки.
В отчёте Государственного контролёра Израиля за 2011 год была высказана критика действий Шани в процессе утверждения выдачи лицензии Министерства обороны в отношении пяти сделок оборонного экспорта: по утверждению Государственного контролёра данный процесс был проведён с отклонениями от применимых административных процедур вплоть до превышения служебных полномочий и без должной координации с министром обороны и Министерством иностранных дел.
После вступления Моше Яалона на пост министра обороны в марте 2013 года Шани остался в должности генерального директора министерства до окончания процесса утверждения оборонного бюджета, после чего, 1 августа 2013 года, на пост генерального директора вступил генерал-майор запаса Дан Харель, сменив Шани на посту.
После ухода из Министерства обороны Шани устроился менеджером по развитию бизнеса у сингапурского миллиардера Питера Лима. До начала 2021 года он также был председателем Совета директоров израильского инвестиционного фонда Invo.
В марте 2015 года Шани возглавил некоммерческую организацию «Яд ла-ширьон», занимающуюся увековечиванием наследия израильских танковых войск и памяти павших танкистов и управляющую, помимо прочего, музеем танковых войск Израиля в Латруне. Шани также является членом консультативной комиссии некоммерческого фонда Athena, ведущего деятельность по обеспечению учителей компьютерами.
В 2021 году Шани вошёл в состав основателей компании Exiteam Capital Partners, занимающейся сопровождением стартап-компаний до стадии публичного предложения своих ценных бумаг, и до начала 2024 года входил в совет директоров компании. В 2020 году также входил в совет директоров компании Cybint, занимавшейся просвещением в сфере противостояния угрозам в кибернетическом пространстве.
Шани также является председателем совета директоров компании Hydroxyl Israel, предлагающей решения по дезинфекции помещений, а также возглавляет совет директоров израильской компании Plasan Sasa по производству композитной брони.
Также входит в совещательную комиссию некоммерческого партнёрства Iron Heart («Лев Барзель»), учреждённого в октябре 2023 года с целью поддержки в обеспечении солдат личным оборудованием и обеспечении нужд граждан, пострадавших в результате вторжения боевиков ХАМАС из сектора Газа в Израиль в том же месяце.

## Образование и личная жизнь
За время военной службы Шани получил степень бакалавра (в области экономики и социологии) и степень магистра (в области гражданского управления) Университета имени Бар-Илана.
Женат на Тамар Шани, отец троих детей. Проживает в проживает в Реуте (на сегодняшний день — район города Модиин-Маккабим-Реут).

## Публикации
- אודי שני השפעת צה"ל על פיתוח טכנולוגיות של ההיי-טק מקסם (Уди Шани, «Влияние Армии обороны Израиля на развитие высоких технологий», на сайте издательства «Миксам») (Архивная копия от 17 августа 2021 на Wayback Machine). (иврит)
- אודי שני תפיסת על של התקשוב בצה"ל מערכות 400, מאי 2005 (Уди Шани, «Генеральная концепция информационных коммуникаций и технологий в Армии обороны Израиля», «Маарахот» № 400 (май 2005)) (Архивная копия от 3 марта 2016 на Wayback Machine) (иврит)